# Nebris

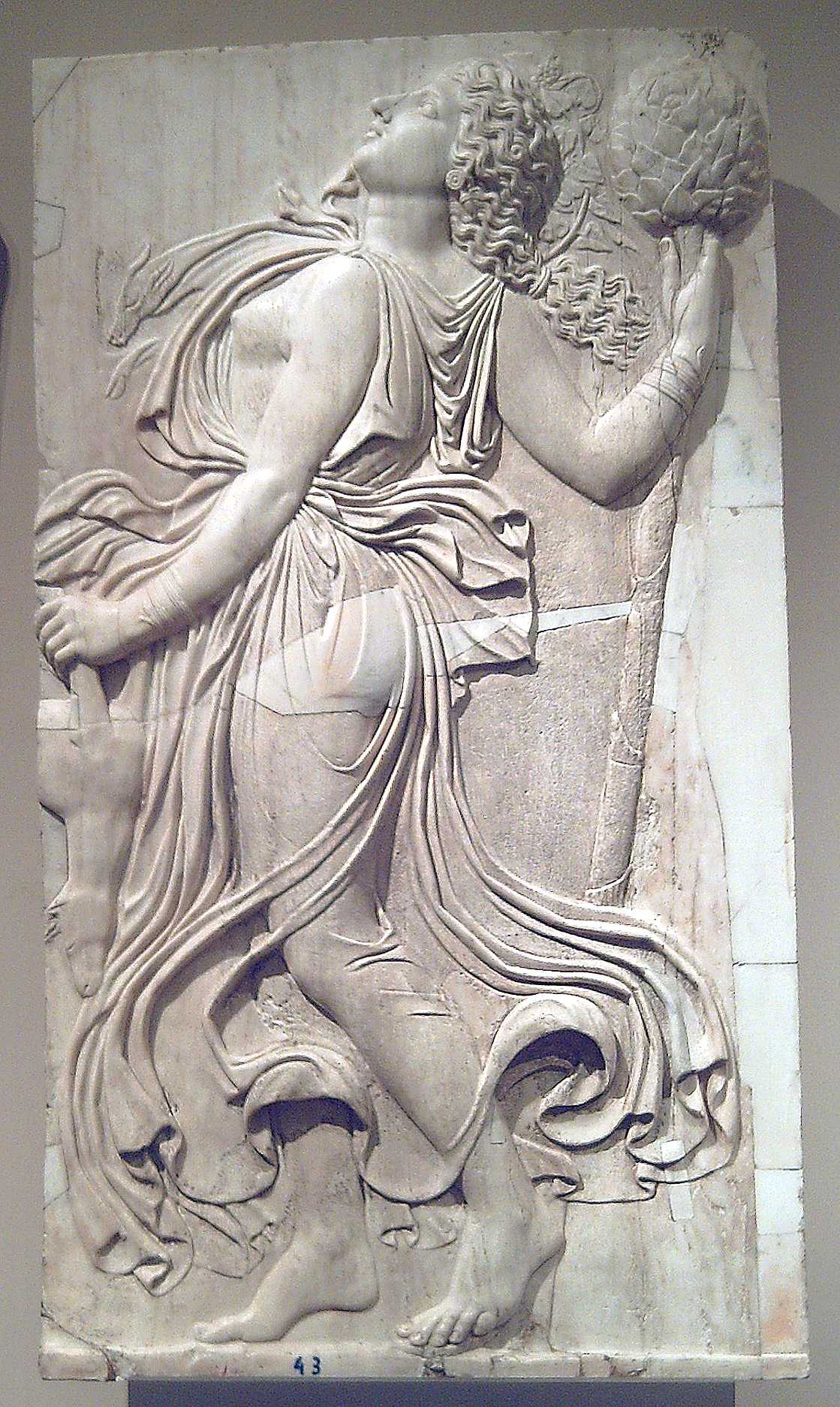
Menade danzante, con nebride al collo e tirso nella mano destra

Nebris (o nebride, sostantivo femminile, dal greco νεβρίς-ίδος, derivato da νεβρός, cerbiatto) è una pelle di cerbiatto, simile a un'egida, originariamente indossata come capo d'abbigliamento di cacciatori e poi attribuito a Dioniso (Euripide, Le Baccanti, 99, 125, 157, 790; Aristofane, Le rane, 1209; Dionigi il Periegeta, 702, 946; Rufo Festo Avieno, 1.129), e adottato di conseguenza dai suoi adepti in processioni e cerimonie che si tenevano in suo onore durante le celebrazioni liturgiche delle Dionisie.
Una xilografia dall'opera Vases di Sir William Hamilton (I, 37), riproduce una sacerdotessa di Bacco nell'atto di offrire un nebris al dio o a uno dei suoi ministri. 
Nelle opere di arte antica la si vede non solo indosso a menadi e baccanti maschi, ma anche a figure di Pan e di Satiri. 
È comunemente indossata allo stesso modo dell'egida, o pelle di capra, legando le due zampe anteriori sopra la spalla destra in modo da permettere al corpo della pelle di coprire il lato sinistro di chi la indossa (Ovidio, Metamorfosi, VI, 593).